# Komitat Komárom-Esztergom
Das Komitat Komárom-Esztergom [ˈkomaːrom ˈɛstɛrɡom] (ungarisch Komárom-Esztergom vármegye) ist ein Verwaltungsbezirk im Norden Ungarns. Es hat eine Fläche von 2.264,35 km² und 301.834 Einwohner (Stand 2024). Der Komitatssitz ist Tatabánya, weitere wichtige Städte sind Komárom und Esztergom.
Im Norden grenzt das Komitat an die Slowakei. Seine Nachbarkomitate sind Pest, Fejér, Veszprém und Győr-Moson-Sopron.

## Geographie
Die Donau bildet die Nordgrenze. Am nordöstlichsten Punkt des Komitats befindet sich das Donauknie, wo sich die Donau scharf nach Süden wendet.

## Gliederung

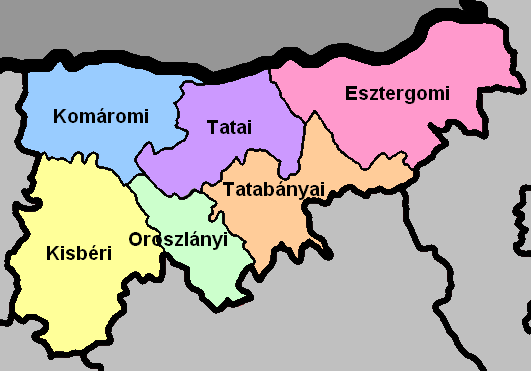
Die Kreise im Komitat Komárom-Esztergom

Durch die Regierungsverordnung Nr. 218/2012 vom 13. August 2012 wurden zum 1. Januar 2013 die statistischen Kleinregionen (ungarisch kistérség) abgeschafft und durch eine annähernd gleiche Anzahl von Kreisen (ungarisch járás) ersetzt. Die Kleingebiete blieben für Planung und Statistikzwecke noch eine Zeitlang erhalten, wurden dann aber am 25. Februar 2014 endgültig abgeschafft. Bis zur Auflösung gab es sieben Kleingebiete im Komitat. Fünf Verwaltungseinheiten blieben durch die Reform in ihren Grenzen unverändert.

### Ehemalige Einteilung
Bis Ende 2012 existierten folgende Kleingebiete (kistérség) im Komitat Komárom-Esztergom.
| Code | Kleingebiet | Verwaltungssitz | Einwohner (31. Dezember 2012) | Fläche in km² | Anzahl der Gemeinden | davon Städte |
| ---- | ----------- | --------------- | ----------------------------- | ------------- | -------------------- | ------------ |
| 4101 | Dorog       | Dorog           | 38.851                        | 232,57        | 15                   | 1            |
| 4102 | Esztergom   | Esztergom       | 54051                         | 304,69        | 9                    | 3            |
| 4103 | Kisbér      | Kisbér          | 20221                         | 510,55        | 17                   | 3            |
| 4104 | Kómarom     | Komárom         | 39559                         | 378,78        | 9                    | 1            |
| 4105 | Oroszlány   | Oroszlány       | 25973                         | 199,39        | 6                    | 1            |
| 4106 | Tata        | Tata            | 38742                         | 306,71        | 10                   | 1            |
| 4107 | Tatabánya   | Tatabánya       | 85054                         | 331,65        | 10                   | 1            |

### Aktuelle Einteilung
Das Komitat Komárom-Esztergom gliedert sich in 6 Kreise (ungarisch járás) mit 76 Ortschaften: die Stadt Tatabánya mit Komitatsrecht (ungarisch Megyei jogú város), 11 Städte ohne Komitatsrecht (ungarisch város), 2 Großgemeinden (ungarisch nagyközség) und 62 Gemeinden (ungarisch község).

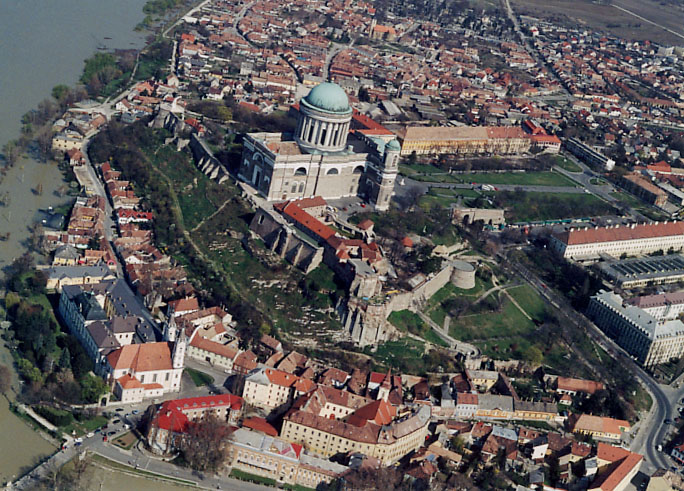
Luftaufnahme: Esztergom

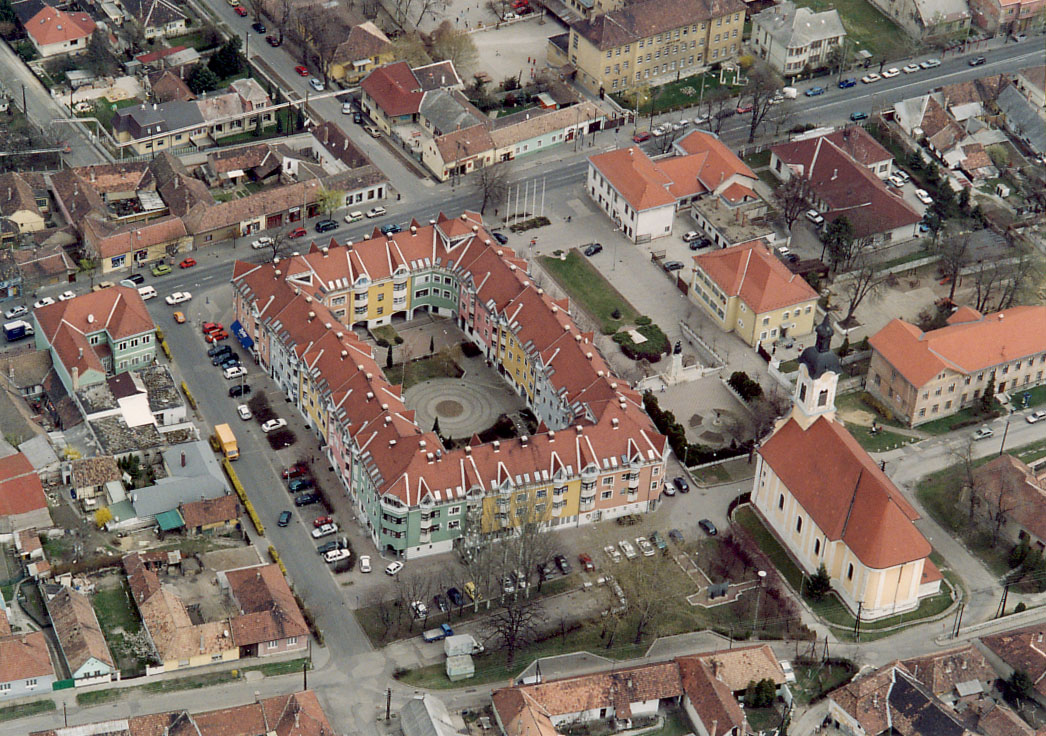
Luftaufnahme: Dorog

| Ortschaftstyp             | Anzahl | Fläche (in km²) | Fläche (in km²) | Fläche (in km²) | Bevölkerung am 1. Januar 2016 | Bevölkerung am 1. Januar 2016 | Bevölkerung am 1. Januar 2016 | Bevölkerungs- dichte (Ew/km²) |
| Ortschaftstyp             | Anzahl | absolut         | anteilig        | im Durchschnitt | absolut                       | anteilig                      | im Durchschnitt               | Bevölkerungs- dichte (Ew/km²) |
| ------------------------- | ------ | --------------- | --------------- | --------------- | ----------------------------- | ----------------------------- | ----------------------------- | ----------------------------- |
| Stadt mit Komitatsrecht   | 1      | 91,42           | 4,04 %          | 91,42           | 66.362                        | 22,28 %                       | 66.362                        | 725,9                         |
| Städte ohne Komitatsrecht | 11     | 603,15          | 26,64 %         | 54,83           | 133.462                       | 44,80 %                       | 12.133                        | 221,3                         |
| Großgemeinden             | 2      | 66,26           | 2,93 %          | 33,13           | 6.859                         | 2,30 %                        | 3.430                         | 103,5                         |
| Gemeinden                 | 62     | 1.503,52        | 66,40 %         | 24,25           | 91.231                        | 30,62 %                       | 1.471                         | 60,7                          |
| Kom. Komárom-Esztergom    | 76     | 2.264,35        |                 | 29,79           | 297.914                       |                               | 3.920                         | 131,6                         |

Die derzeitigen Kreise sind:
| Code | Kreis     | Kreissitz | Einwohner (1. Januar 2013) | Fläche in km² | Anzahl der Gemeinden | davon Städte |
| ---- | --------- | --------- | -------------------------- | ------------- | -------------------- | ------------ |
| 110  | Esztergom | Esztergom | 92902                      | 537,26        | 24                   | 4            |
| 111  | Kisbér    | Kisbér    | 20221                      | 510,55        | 17                   | 1            |
| 112  | Komárom   | Komárom   | 39559                      | 378,78        | 9                    | 3            |
| 113  | Oroszlány | Oroszlány | 25973                      | 199,39        | 6                    | 1            |
| 114  | Tata      | Tata      | 38742                      | 306,71        | 10                   | 1            |
| 115  | Tatabánya | Tatabánya | 85054                      | 331,65        | 10                   | 1            |

### Größte Städte und Gemeinden
Alle Ortschaften ohne Namenszusatz sind Städte.
| Stadt/Gemeinde      | Deutscher Name | Einwohner (1. Januar 2016) |
| ------------------- | -------------- | -------------------------- |
| Tatabánya           | Totiserkolonie | 66.362                     |
| Esztergom           | Gran           | 27.990                     |
| Tata                | Totis          | 23.445                     |
| Komárom             | Komorn         | 18.786                     |
| Oroszlány           | Ohreslahn      | 17.983                     |
| Dorog               | Drostdorf      | 11.855                     |
| Nyergesújfalu       | Sattel-Neudorf | 7.378                      |
| Ács                 | Atsch          | 6.793                      |
| Kisbér              | Beer           | 5.357                      |
| Tát                 | Taath          | 5.241                      |
| Lábatlan            | Labeland       | 4.794                      |
| Környe Gemeinde     | Kirnau         | 4.414                      |
| Tokod, Großgemeinde | Erbstolln      | 3.981                      |
| Bábolna             |                | 3.840                      |
| Csolnok, Gemeinde   |                | 3.068                      |

## Bevölkerungsentwicklung

### Bevölkerungsentwicklung des Komitats
Bemerkenswert ist eine stetige Abnahme der Bevölkerung seit 2006. Fettgesetzte Datumsangaben sind Volkszählungsdaten.
| Datum       | Einwohnerzahl | Datum      | Einwohnerzahl |
| ----------- | ------------- | ---------- | ------------- |
| 01.01.19601 | 270.810       | 01.01.2007 | 315.136       |
| 01.01.1970  | 303.000       | 01.01.2008 | 314.649       |
| 01.01.1980  | 322.893       | 01.01.2009 | 314.450       |
| 01.01.1990  | 316.984       | 01.01.2010 | 312.431       |
| 01.01.2001  | 316.998       | 01.01.2011 | 311.411       |
| 01.02.2001  | 316.590       | 01.10.2011 | 304.568       |
| 01.01.2002  | 317.110       | 01.01.2012 | 303.864       |
| 01.01.2003  | 315.515       | 01.01.2013 | 302.451       |
| 01.01.2004  | 315.886       | 01.01.2014 | 300.677       |
| 01.01.2005  | 315.544       | 01.01.2015 | 299.110       |
| 01.01.2006  | 314.783       | 01.01.2016 | 297.914       |

11960: Anwesende Bevölkerung; sonst Wohnbevölkerung

### Bevölkerungsentwicklung der Kreise
Für sämtliche Kreise ist eine negative Bevölkerungsbilanz ersichtlich.
|                   | Bevölkerungsstand am 1. Januar | Bevölkerungsstand am 1. Januar | Bevölkerungsstand am 1. Januar | Bevölkerungsstand am 1. Januar |
| Kreisname         | 2013                           | 2014                           | 2015                           | 2016                           |
| ----------------- | ------------------------------ | ------------------------------ | ------------------------------ | ------------------------------ |
| Esztergom         | 92.902                         | 92.341                         | 91.506                         | 91.011                         |
| Kisbér            | 20.221                         | 20.033                         | 19.886                         | 19.828                         |
| Komárom           | 39.559                         | 39.236                         | 39.095                         | 38.970                         |
| Oroszlány         | 25.973                         | 25.750                         | 25.636                         | 25.528                         |
| Tata              | 38.742                         | 38.626                         | 38.565                         | 38.488                         |
| Tatabánya         | 85.054                         | 84.691                         | 84.422                         | 84.089                         |
| Komárom-Esztergom | 302.451                        | 300.677                        | 299.110                        | 297.914                        |

## Politik
Bei den Kommunalwahlen im Jahr 2024 waren die Ergebnisse im Komitat Komárom-Esztergom wie folgt:
| Kommunalwahl   | Fidesz-KDNP | MHM     | DK      | MM      | KEM    | MSZP   |
| -------------- | ----------- | ------- | ------- | ------- | ------ | ------ |
| Stimmen (2024) | 47,47 %     | 15,66 % | 12,39 % | 11,43 % | 9,30 % | 3,76 % |

Sitzverteilung 2024
- Fidesz-KDNP: 8 Sitze
- MHM: 2 Sitze
- DK: 2 Sitze
- MM: 2 Sitze
- KEM: 1 Sitz
- MSZP: 0 Sitze

## Geschichte und Kultur

### Museen
Die staatliche Direktion der Museen des Komitats Komárom-Esztergom ist Träger von 4 Komitatsmuseen. Komitatssitz ist Tatabánya.
| - Bábolna, Pferdemuseum Bábolna - Dunaalmás, Csokonai Lilla-Museum - Esztergom, Donau-Museum - Esztergom, Christliches Museum - Esztergom, MNM Burgmuseum - Esztergom, Balassa Bálint Museum - Kisbér, Freilichtmuseum - Kocs, Kutschenmuseum | - Komárom, Festungsmuseum im Fort Sandberg - Komárom, György-Klapka-Museum - Komárom, Römisches Lapidarium im Fort Igmándi - Komárom, Brot-Museum - Komárom, Maritimes Museum - Oroszlány, Bergbaumuseum - Oroszlány, Slowakisches Heimatmuseum - Tardos, Lajos Fekete-Museum | - Tata, Kuny Domokos Megyei Múzeum (=Burgmuseum)* - Tata, Ungarndeutsches Landesmuseum* - Tata, Griechisch-Römische Abgusssammlung* - Tata, Geologisches Freilichtmuseum der Universität Budapest - Tatabánya, Tatabánya-Museum - Tatabánya, Fahrzeugmuseum |

* Komitatsmuseum